# =1
=1 — двадцять третій студійний альбом англійського гурту Deep Purple, представлений 20 липня 2024 року лейблом Edel SE & Co. KGaA. Це перший альбом гурту з гітаристом Саймоном МакБрайдом, який замінив Стіва Морса у 2022 році. Це також п'ята співпраця гурту з продюсером Бобом Езріном, який продюсував кожен альбом Deep Purple, починаючи з альбому 2013 року Now What?!.

## Список пісень
Автори всіх пісень: Ієн Ґіллан, Роджер Ґловер, Ієн Пейс, Дон Ейрі, Саймон Макбрайд і Боб Езрін.
| #     | Назва                | Тривалість |
| ----- | -------------------- | ---------- |
| 1.    | «Show Me»            | 3:59       |
| 2.    | «A Bit on the Side»  | 4:10       |
| 3.    | «Sharp Shooter»      | 3:44       |
| 4.    | «Portable Door»      | 3:48       |
| 5.    | «Old-Fangled Thing»  | 4:08       |
| 6.    | «If I Were You»      | 4:42       |
| 7.    | «Pictures of You»    | 3:51       |
| 8.    | «I'm Saying Nothin'» | 3:28       |
| 9.    | «Lazy Sod»           | 3:40       |
| 10.   | «Now You're Talkin'» | 4:05       |
| 11.   | «No Money to Burn»   | 3:21       |
| 12.   | «I'll Catch You»     | 3:20       |
| 13.   | «Bleeding Obvious»   | 5:50       |
| 52:06 |                      |            |

## Учасники запису
Deep Purple
- Ієн Ґіллан — вокал (всі треки), бек-вокал (треки 1, 4-9, 13)
- Саймон Макбрайд — гітара, додаткова гітара, звукорежисер
- Роджер Ґловер — бас-гітара (всі треки), шейкер (трек 3)
- Ієн Пейс — ударні
- Дон Ейрі — клавішні (всі треки), оркестрове аранжування (трек 6)

Додаткові музиканти
- Боб Езрін — бек-вокал (треки 1, 6, 8, 11, 13), бубон (1)
- Nashville Music Scoring — оркестр (трек 6)
- Патриція Ширлі-Окуджене — бек-вокал (треки 11, 13)
- Камілла Гаррісон — бек-вокал (треки 11, 13)
- Алан Амстед — концертмейстер

## Чарти
| Чарт (2024)                                        | Найвища позиція |
| -------------------------------------------------- | --------------- |
| Australian Albums (ARIA)                           | 58              |
| Австрія Austrian Albums (Ö3 Austria)               | 2               |
| Бельгія Belgian Albums (Ultratop Flanders)         | 8               |
| Бельгія Belgian Albums (Ultratop Wallonia)         | 6               |
| Чехія Czech Albums (ČNS IFPI)                      | 7               |
| Данія Danish Albums (Hitlisten)                    | 14              |
| Нідерланди Dutch Albums (MegaCharts)               | 8               |
| Фінляндія Finnish Albums (Suomen virallinen lista) | 3               |
| Франція French Albums (SNEP)                       | 16              |
| Німеччина German Albums (Offizielle Top 100)       | 1               |
| Угорщина Hungarian Albums (MAHASZ)                 | 14              |
| Italian Albums (FIMI)                              | 16              |
| Японія Japanese Albums (Oricon)                    | 34              |
| Japanese Hot Albums (Billboard Japan)              | 31              |
| Шотландія Scottish Albums (OCC)                    | 3               |
| Іспанія Spanish Albums (PROMUSICAE)                | 42              |
| Swedish Albums (Sverigetopplistan)                 | 1               |
| Швейцарія Swiss Albums (Schweizer Hitparade)       | 1               |
| Велика Британія UK Albums (OCC)                    | 12              |
| Велика Британія UK Independent Albums (OCC)        | 1               |
| Велика Британія UK Rock & Metal Albums (OCC)       | 2               |
| США Top Hard Rock Albums (Billboard)               | 24              |